# Vincent Crabbe
Vincent Crabbe imaginaran je lik iz romana o Harryju Potteru spisateljice J. K. Rowling, učenik u Hogwartsu i član doma Slytherina. Crabbea se, kao i Gregoryja Goylea, rijetko se može vidjeti bez Draca Malfoya.
Crabbe je veoma zloban, ali i veoma glup zbog čega je malo više od "sljedbenika" Draca Malfoya. Hermione je u Harryju Potteru i Odaji tajni uspjela namamiti Crabbea i Goylea da pojedu tortu u kojoj je bio napitak za spavanje koji je Harryju i Ronu omogućio da uzmu njihove vlasi koje su im bile potrebne za spravljanje Višesokovnog napitka.
U Harryju Potteru i Redu feniksa pridružio se Inkvizitorskom odredu. Crabbe je veoma sličan Dudleyju Dursleyju. Obojica imaju višak kilograma, nasilnici su, ali ujedno i glupi. 
Čini se da Crabbe ne može samostalno donijeti odluku; uvijek mu Malfoy govori što da radi. Ipak, inteligentniji je od Goylea, a u Princu miješane krvi prvi se put suprotstavio Malfoyu. U istoj su se knjizi on i Goyle morali pomoću Višesokovnog napitka pretvoriti u djevojčice da bi čuvali leđa Malfoyu.
Njegova i Goyleova osobnost ne odgovaraju uvijek "tipičnom" profilu lukavog Slytherina, iako su i oni vjerojatno gladni moći ili se jednostavno ne uklapaju ni u jedan drugi dom kao u Slytherine. Crabbeov otac, Crabbe stariji je smrtonoša.
Na kraju Harryja Pottera i Princa miješane krvi on i Goyle osjećaju se prilično usamljeno zbog odlaska njihovog vođe i prijatelja Draca Malfoya prije kraja školske godine. U Harryju Potteru i Darovima smrti izgubi kontrolu nad kletvom koju je bacio i pogiba.